# Svatý Vincenc (ostrov)

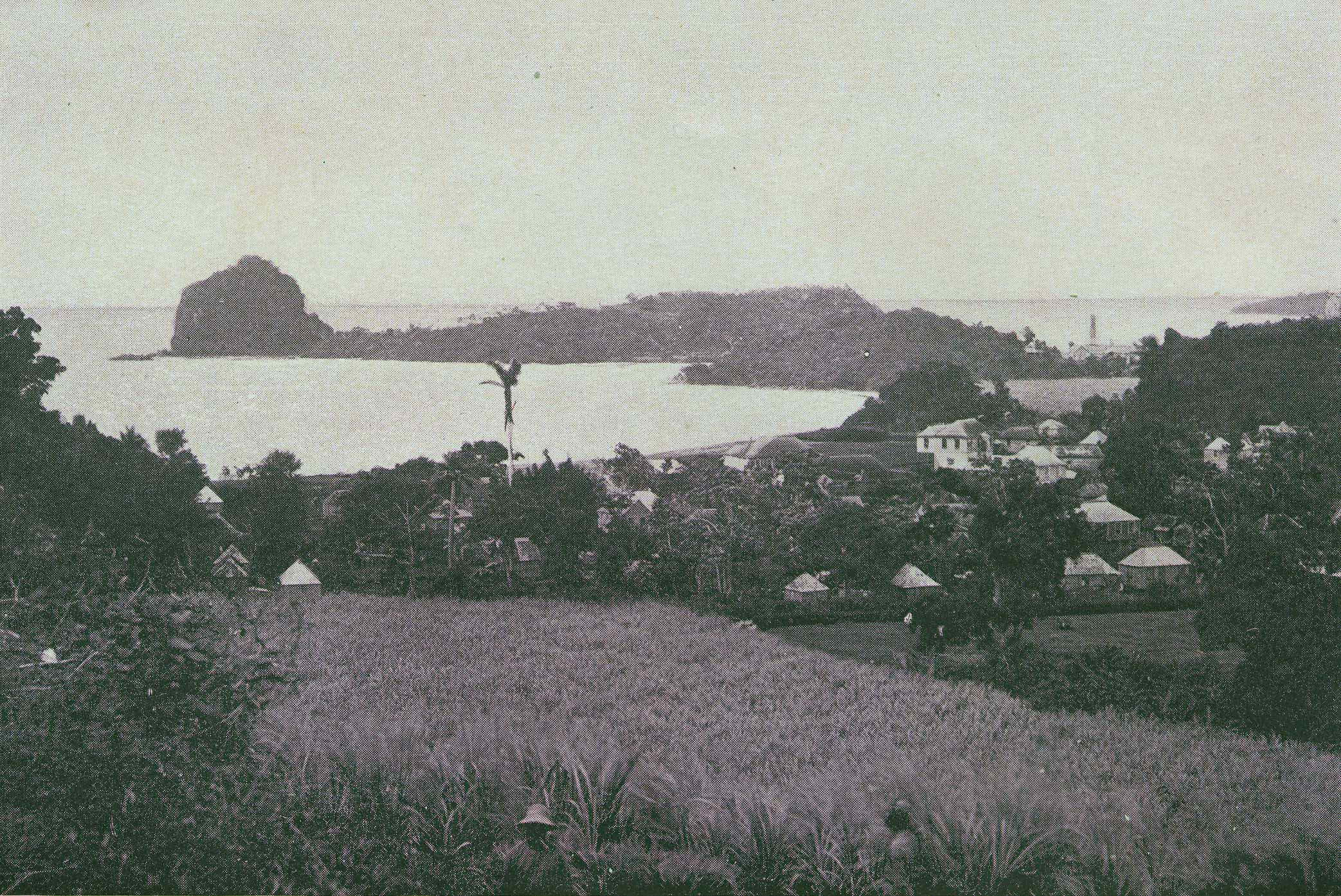
Hlavní město Kingstown koncem 19. století

Svatý Vincenc (Saint Vincent) je vulkanický ostrov v Karibiku. Je to největší ostrov ostrovního řetězce Svatý Vincenc a Grenadiny a nachází se v Karibském moři mezi Svatou Lucií a Grenadou. Skládá se z částečně ponořených sopečných hor. Jeho největší sopka a nejvyšší vrchol země, La Soufrière, je aktivní, s nejnovější sopečnou činností, která začala v prosinci 2020 a zintenzivnila v dubnu 2021.
V 18. století o ostrov vedly územní spor Francie a Spojené království. V roce 1783 však byl ostrov postoupen Británii. Karibové (původní obyvatelé) ostrov nazývali Hairoun, což v překladu znamená požehnaná zem.
Největším městečkem na ostrově je Kingstown (19 300 obyvatel), dalšími jsou Biabou, Fancy, Georgetown a Chateaubelair.
Rozloha ostrova je 344 km². Nejvyšší horou ostrova je stratovulkán Soufrière, 1234 m. K velkým erupcím došlo v letech 1812 a 1902. Erupce roku 1902 zabila 1680 lidí. K dalším erupcím došlo v letech 1971 a 1979. 9. dubna 2021 došlo k výbuchu sopky Soufrière. Nejméně 16 000 obyvatel ostrova bylo před erupcí evakuováno. Evakuace pokračovala také po výbuchu sopky. Sousední státy Svatá Lucie, Grenada a Antigua a Barbuda se dohodly na převzetí evakuovaných.